# Campeonato Brasileiro Série A 2014
In 2014 werd de 58ste editie van de Campeonato Brasileiro Série A gespeeld, de hoogste voetbalklasse van Brazilië. De competitie werd gespeeld van 19 april tot 7 december. De competitie had een maand onderbreking tijdens het WK in eigen land. Cruzeiro werd kampioen. 
Aan de competitie namen 20 clubs deel. Zij speelden in één grote groep en speelden een uit- en thuiswedstrijd tegen elk ander team in de competitie. De club met de meeste punten na 38 speelrondes, werd kampioen. Atlético Mineiro mocht naar de tweede fase van de Copa Libertadores als winnaar van de Copa do Brasil.

## Stadions en locaties
| Club                | Stad           | Stadion                 | Capaciteit    |
| ------------------- | -------------- | ----------------------- | ------------- |
| Atlético Mineiro    | Belo Horizonte | Independência           | 25.000        |
| Atlético Paranaense | Curitiba       | Arena da Baixada        | 43.000        |
| Bahia               | Salvador       | Fonte Nova              | 56.500        |
| Botafogo            | Rio de Janeiro | Maracanã                | 78.838        |
| Chapecoense         | Chapecó        | Arena Condá             | 22.600        |
| Corinthians         | São Paulo      | Pacaembu                | 37.952        |
| Coritiba            | Curitiba       | Couto Pereira           | 37.182        |
| Criciúma            | Criciúma       | Heriberto Hülse         | 22.000        |
| Cruzeiro            | Belo Horizonte | Mineirão                | 62.547        |
| Figueirense         | Florianópolis  | Orlando Scarpelli       | 19.908        |
| Flamengo            | Rio de Janeiro | Maracanã                | 78.838        |
| Fluminense          | Rio de Janeiro | Maracanã                | 78.838        |
| Goiás               | Goiânia        | Serra Dourada           | 41.574        |
| Grêmio              | Porto Alegre   | Arena do Grêmio         | 60.540        |
| Internacional       | Porto Alegre   | Beira-Rio               | 56.000        |
| Palmeiras           | São Paulo      | Pacaembu Allianz Parque | 37.730 43.600 |
| Santos              | Santos         | Vila Belmiro            | 20.120        |
| São Paulo           | São Paulo      | Morumbi                 | 67.428        |
| Sport do Recife     | Recife         | Ilha do Retiro          | 35.020        |
| Vitória             | Salvador       | Barradão                | 35.632        |

## Eindstand
| Plaats | Club                | Wed. | W  | G  | V  | Saldo | Ptn. |
| ------ | ------------------- | ---- | -- | -- | -- | ----- | ---- |
| 1.     | Cruzeiro            | 38   | 24 | 8  | 6  | 67:38 | 80   |
| 2.     | São Paulo           | 38   | 20 | 10 | 8  | 59:40 | 70   |
| 3.     | Internacional       | 38   | 21 | 6  | 11 | 53:41 | 69   |
| 4.     | Corinthians         | 38   | 19 | 12 | 7  | 49:31 | 69   |
| 5.     | Atlético Mineiro    | 38   | 17 | 11 | 10 | 51:38 | 62   |
| 6.     | Fluminense          | 38   | 17 | 10 | 11 | 61:42 | 61   |
| 7.     | Grêmio              | 38   | 17 | 10 | 11 | 36:24 | 61   |
| 8.     | Atlético Paranaense | 38   | 15 | 9  | 14 | 43:42 | 54   |
| 9.     | Santos              | 38   | 15 | 8  | 15 | 42:35 | 53   |
| 10.    | Flamengo            | 38   | 14 | 10 | 14 | 46:47 | 52   |
| 11.    | Sport do Recife     | 38   | 14 | 10 | 14 | 36:46 | 52   |
| 12.    | Goiás               | 38   | 13 | 8  | 17 | 38:40 | 47   |
| 13.    | Figueirense         | 38   | 13 | 8  | 17 | 37:47 | 47   |
| 14.    | Coritiba            | 38   | 12 | 11 | 15 | 42:45 | 47   |
| 15.    | Chapecoense         | 38   | 11 | 10 | 17 | 39:44 | 43   |
| 16.    | Palmeiras           | 38   | 11 | 7  | 20 | 34:59 | 40   |
| 17.    | Vitória             | 38   | 10 | 8  | 20 | 37:54 | 38   |
| 18.    | Bahia               | 38   | 9  | 10 | 19 | 31:43 | 37   |
| 19.    | Botafogo            | 38   | 9  | 7  | 22 | 31:48 | 34   |
| 20.    | Criciúma            | 38   | 7  | 11 | 20 | 28:56 | 32   |

|  | Landskampioen en gekwalificeerd voor groepsfase Copa Libertadores 2015 |
|  | Gekwalificeerd voor groepsfase Copa Libertadores 2015                  |
|  | Gekwalificeerd voor eerste fase Copa Libertadores 2015                 |
|  | Gekwalificeerd voor Copa Sudamericana 2015                             |
|  | Degradatie naar Série B                                                |

### Kampioen
| Campeonato Brasileiro Série A 2014 |
| Minas Gerais                       |
| ---------------------------------- |
| CRUZEIRO Kampioen (4° titel)       |